# Elisabet av Lindow-Ruppin
Elisabet av Lindow-Ruppin, död 1356, var hertiginna av Pommern som gift med Wartislaw IV av Pommern. 
Hon var regent som förmyndare för sin son Bogislav V av Pommern 1326–1330.